# Otus senegalensis
El autillo africano (Otus senegalensis) es una especie de ave de la familia de los búhos y miembro del género Otus. Se distribuye ampliamente por todo el centro y sur de África, encontrándose principalmente en bosques y sabanas.

## Taxonomía
Anteriormente se consideraba parte del autillo europeo (O. scops). Tiene descritas cuatro subespecies:
- O. s. feae (Salvadori, 1903)
- O. s. pamelae Bates, 1937
- O. s. senegalensis (Swainson, 1837)
- O. s. socotranus (Ogilvie-Grant & Forbes, H.O., 1899)